# Taenaris ida
Taenaris ida är en fjärilsart som beskrevs av Eduard Honrath 1889. Taenaris ida ingår i släktet Taenaris och familjen praktfjärilar. Inga underarter finns listade i Catalogue of Life.